# 306 Batalion Budowlany
306 Batalion Budowlany (niem. Bau-Bataillon 306)  –  pomocniczy oddział wojskowy Wehrmachtu złożony z Niemców i Tatarów nadwołżańskich podczas II wojny światowej
Batalion został sformowany 26 sierpnia 1939 r. na obszarze I Okręgu Wojskowego. Składał się z czterech kompanii. Rekrutował się z członków Służby Pracy Rzeszy (RAD). Stacjonował w Prusach Wschodnich nad granicą z Polską. Po ataku wojsk niemieckich na ZSRR 22 czerwca 1941 r., batalion wysłano na front wschodni. Służył na północnym odcinku frontu pod zwierzchnictwem 16 Armii X Korpusu Armijnego. Pod koniec sierpnia 1943 r. oddział przekształcono w Baupionier-Bataillon 306. W tym czasie 3 kompania została przemianowana na wołgatatarską, gdyż w jej skład weszli Tatarzy nadwołżańscy, byli jeńcy wojenni-czerwonoarmiści. Pod koniec września tego roku to samo zrobiono z 4 kompanią. W 1944 r. batalion został przeniesiony na front zachodni do Zagłębia Saary pod zwierzchnictwo 1 Armii.